# ハッリ・ホルケリ
ハッリ・ヘルマンニ・ホルケリ（フィンランド語: Harri Hermanni Holkeri、1937年1月6日 - 2011年8月7日）は、フィンランドの政治家。国民連合党に所属し、同国首相（1987年 - 1991年）、国連総会議長（2000年 - 2001年）、国際連合コソボ暫定行政ミッション代表（2003年 - 2004年、健康上の理由で退任）を歴任した。

## 経歴
1978年から1997年までフィンランド銀行取締役会委員を務め、1982年と1988年には大統領候補となった。そのかたわら1970年から1978年まで国会（エドゥスクンタ）議員で、1971年から1979年までは所属する国民連合党の議長を務めた。1991年7月1日には、世界で初めてGSMで電話をかけた。この歴史的な通話はノキア製の電話を使い、周波数900メガヘルツで行われた。
2000年から2001年までは国連総会議長を務め、北アイルランド問題のベルファスト合意履行に建設的な役割を果たした。
1998年に当時のマルッティ・アハティサーリ大統領から国家の最高称号である「国家顧問」のタイトルを授かった。また、イギリスのエリザベス2世からは北アイルランド問題への貢献により大英帝国勲章二等勲爵士 (KBE) の勲位が贈られた。
2011年8月7日、74歳で死去した。